# ناوشکن کلاس کاواکاز
ناوشکن کلاس کاواکاز (به انگلیسی: Kawakaze-class destroyer) یک کلاس از کشتی است که طول آن ۹۷٫۳ متر (۳۱۹ فوت) است.